# Центробежный регулятор опережения зажигания

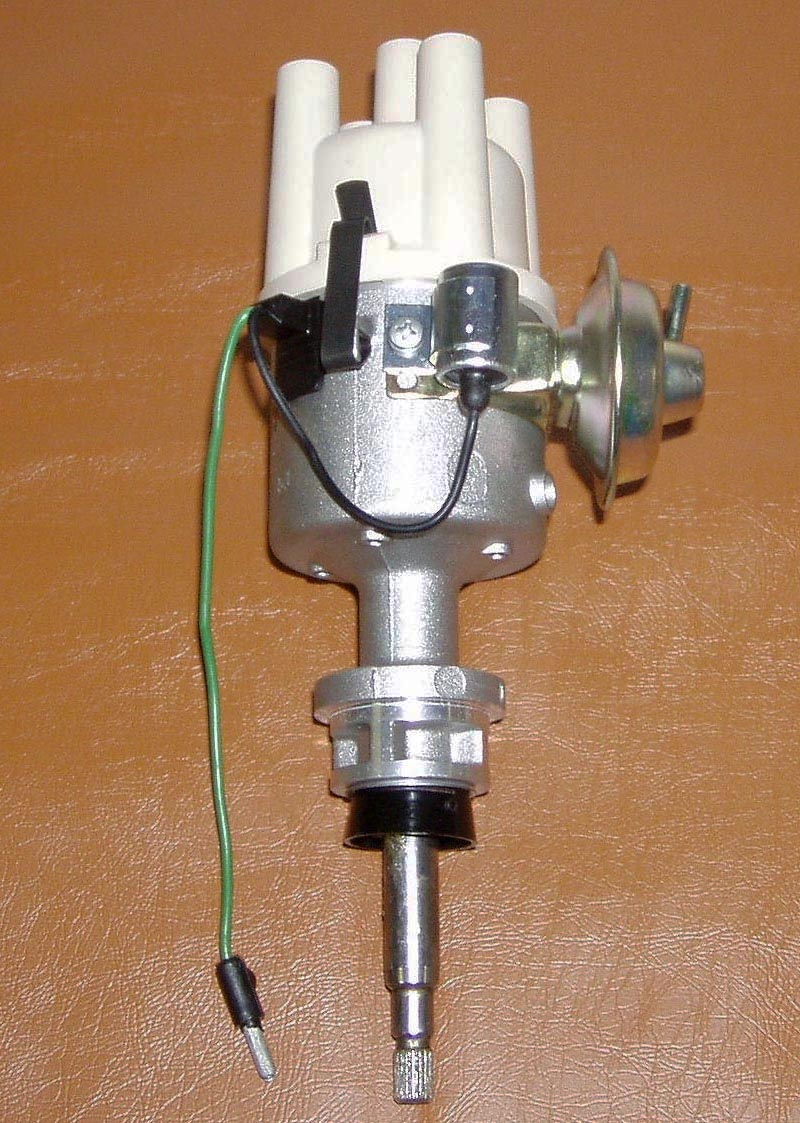
Прерыватель-распределитель зажигания, в широком серебристом корпусе находится центробежный регулятор.

Центробе́жный регуля́тор опереже́ния зажига́ния, — механизм, предназначенный для автоматического изменения угла опережения зажигания в зависимости от числа оборотов коленчатого вала двигателя.
Центробежный регулятор размещён внутри корпуса прерывателя-распределителя.
Как правило, работает совместно с вакуумным регулятором, оба являются составной частью прерывателя-распределителя. Называется центробежным от вида силы, использующейся для реализации изменения опережения.
На приводном валу прерывателя жёстко расположена пластина, на которой размещены два грузика. Грузики свободно сидят на осях и стянуты пружинами. Причём пружины обладают разной жёсткостью, что необходимо для предотвращения резонанса. Кулачок прерывателя и планка с двумя продольными прорезями свободно надеты на верхнюю часть приводного валика. В продольные прорези планки входят штифты грузиков.
Вращение передаётся от приводного валика к кулачку через грузики, штифты и планку с прорезями. Чем быстрее вращается приводной вал, тем больше расходятся грузики, тем на бо́льший угол проворачивается кулачок по ходу вращения относительно контактной группы прерывателя. С увеличением оборотов угол опережения зажигания увеличивается. С уменьшением числа оборотов центробежная сила уменьшается, пружины стягивают грузики, кулачок поворачивается против хода его вращения, контакты прерывателя замыкаются позже и угол опережения зажигания уменьшается.
Если на двигателе применено бесконтактное электронное зажигание — тогда вместо кулачка проворачивается экран бесконтактного датчика момента искрообразования.